# Oligia rufo-aethiops
Oligia rufo-aethiops är en fjärilsart som beskrevs av Heydemann 1942. Oligia rufo-aethiops ingår i släktet Oligia och familjen nattflyn. Inga underarter finns listade i Catalogue of Life.